# Coprosma kauensis
Coprosma kauensis är en måreväxtart som först beskrevs av Asa Gray, och fick sitt nu gällande namn av Amos Arthur Heller. Coprosma kauensis ingår i släktet Coprosma och familjen måreväxter. Inga underarter finns listade i Catalogue of Life.